# Граф, Ольга Борисовна
О́льга Бори́совна Граф (род. 15 июля 1983, Омск) — российская конькобежка. Двукратный бронзовый призёр зимних Олимпийских игр 2014 года, 4-кратная призёр чемпионата мира, серебряный призёр чемпионата Европы, 10-кратная чемпионка России на отдельных дистанциях. Заслуженный мастер спорта России. Выступала за клуб ЦСКА, г. Омск и за ЦОВС Московской области.

## Биография
Ольга Граф родилась 15 июля 1983 года в Омске. Её мать Вера Граф — немка, отсюда и такая необычная для России фамилии, всю жизнь проработала в детском садике. На коньки её поставил отец (отчим) Александр Игнатенко в возрасте 5 лет. Несколько лет она каталась на коньках самостоятельно. Одновременно ходила на карате и ушу, а также в музыкальную школу, но в третьем классе вместе с соседскими мальчишками записалась в конькобежную секцию, куда её привела тренер Пестовская Елена Валерьевна. Следующим тренером Ольги была Валентина Ефимовна Фортуняк, которая довела её до мастера спорта. 
В 2002 году она впервые участвовала на чемпионате России среди юниоров и сразу выиграла «серебро» в командной гонке, а с 2003 года уже пробовала себя на взрослом чемпионате. После переезда в Коломну в 2006 году, её тренером стал Владимир Владимирович Рубин, а позже и Андрей Кудинов. Первая медаль пришла в 2007 году на зимней Универсиаде России, где она выиграла серебряную медаль в многоборье. Через год дебютировала в Кубке мира и впервые выиграла «золото» в командной гонке на чемпионате России. 
В 2009 году участвовала в 24-й зимней Универсиаде в Харбине и заняла там лучшее 4-е место в командной гонке. Она могла поехать на Олимпиаду в Ванкувер. Однако здоровье Ольгу подвело, и она не смогла выполнить квалификационные нормативы. Тренировки с итальянским наставником Маурицио Маркетто в новом олимпийском цикле, несомненно, позволили спортсменке преобразиться: за четыре года она пять раз побеждала на чемпионатах России.
На чемпионате мира на отдельных дистанциях в Инцелле в 2011 году дебютировала на дистанции 3000 м и стала 18-й. На чемпионате России на отдельных дистанциях в сезоне 2011/2012 выиграла дистанцию 5000 м и стала второй на 3000 м, в октябре 2012 года победила на этих же дистанциях и в командной гонке. На чемпионате России в классическом многоборье в декабре 2011 года стала второй, а в декабре 2012 третьей.
В январе 2012 года Ольга Граф дебютировала на чемпионате Европы в Будапеште и заняла 8-е место в сумме многоборья, в феврале на чемпионате мира в классическом многоборье стала 18-й. В марте на чемпионате мира на отдельных дистанциях в Херенвене заняла 4-е место в забеге на 5000 м и 10-е на 3000 м.
Граф заняла 3-е место на этапе Кубка мира в Астане в сезоне 2012/2013 на дистанции 5000 м с результатом 7:01.38 сек. На чемпионате Европы 2013 года Ольга Граф установила рекорд России в классическом многоборье — 164,436 очка. В том же году на чемпионате мира в Хамаре заняла 13-е место в сумме многоборья, а на чемпионате мира на отдельных дистанциях в Сочи с партнёршами заняла 5-е место в командной гонке.
9 февраля 2014 года на Олимпийских играх 2014 года на дистанции 3000 м выиграла бронзовую медаль, побив на равнинном катке национальный рекорд, установленный Светланой Высоковой в 2005 году в высокогорном Солт-Лейк-Сити. Медаль Ольги Граф стала первой для всей олимпийской сборной России на домашней Олимпиаде.
19 февраля в финале бега на 5000 метров была четвёртой с национальным рекордом 6.55,77, уступив третьему месту 0,11 сек. 22 февраля завоевала бронзовую медаль в командной гонке. На чемпионате мира 2014 года стала серебряным призёром в многоборье, заняв 2-е место на дистанции 1500 м и 3-е на 3000 м и 5000 м. На дистанциях 500 м и 1500 м побила личные рекорды. Установила рекорд России в многоборье — 161,315 очка.
В сезоне 2014/2015 на этапе Кубка мира в Сеуле заняла 3-е место в забеге на 1500 м, в январе 2015 года на чемпионате Европы в Челябинске заняла 4-е место в многоборье. Следом на чемпионате мира на отдельных дистанциях в Херенвене она завоевала бронзовую медаль в командной гонке и заняла лучшее индивидуальное 5-е место в забеге на 5000 м. В марте на чемпионате мира в классическом многоборье в Калгари заняла 24-е место.
В сезоне 2015/2016 Граф дважды заняла 3-е место в командной гонке на дистанции 3000 м на Кубке мира, а также победила на этой дистанции на последнем 6-м этапе в Херенвене. На чемпионате мира в Херенвене она вновь стала бронзовым призёром в командной гонке. На чемпионате России стала серебряным призёром в многоборье и на дистанциях 1500 и 5000 м, а также бронзовым на 3000 м.
В сезоне 2016/2017 Ольга Граф четыре раза взошла на подиум Кубка мира в командной гонке, заняла 5-е место в многоборье на чемпионате Европы в Херенвене, на чемпионате мира на отдельных дистанциях в Канныне выиграла очередную бронзовую медаль в командной гонке и на чемпионате мира в Хамаре стала 5-й в сумме многоборья.
В 2018 году Граф выиграла серебряную медаль в командной гонке на чемпионате Европы на отдельных дистанциях в Коломне и заняла 6-е место в беге на 3000 м. Ольга Граф стала единственной российской спортсменкой, которая добровольно решила не участвовать в зимней Олимпиаде 2018 года. Причина отказа — невозможность участия в командной гонке преследования, из-за отсутствия её подруг по команде.
В сезоне 2018/2019 она перешла в группу Виктора Сивкова.
В 2019 году на чемпионате России на отдельных дистанциях в Коломне она выиграла «золото» в командной гонке и 3-е место в забеге на 5000 м, а также заняла 2-е место в многоборье, а через год вновь стала первой в командной гонке.
В 2020 году Ольга Граф завершила карьеру спортсменки.

## Спортивные достижения

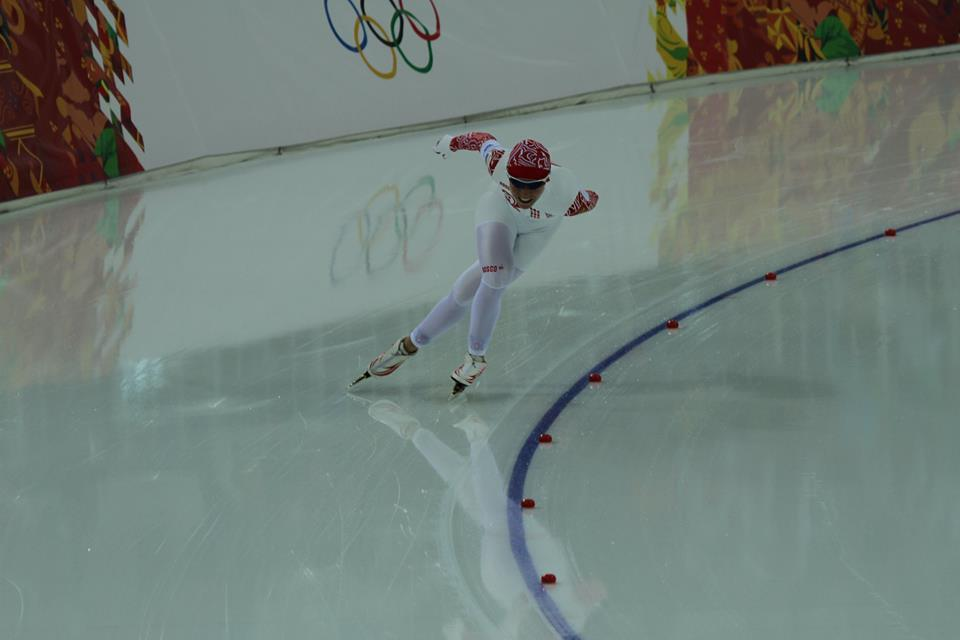
Ольга Граф на Олимпийских играх 2014 в Сочи

Лучший результат на этапах Кубка мира — третье место на дистанции 3000 м в сезоне 2013/2014 года.
| Год  | Чемпионаты Европы    | ЧМ многоборье           | ЧM на отдельных дистанциях                             | Олимпийские игры                       |
| ---- | -------------------- | ----------------------- | ------------------------------------------------------ | -------------------------------------- |
| 2011 |                      |                         | 18e 3000 м                                             |                                        |
| 2012 | 8e (15e, 8e, 7e, 6e) | NC18 (17e, 20e, 10e, -) | 10e 3000 м 4e 5000 м                                   |                                        |
| 2013 | 6e (10e, 8e, 9e, 6e) | NC13 (14e, 11e, 14e, -) | 12e 3000 м 9e 5000 м 5e командная гонка                |                                        |
| 2014 | 6e (8e, 8e, 4e, 6e)  | · (12e, , )             |                                                        | 3000 м · 4e 5000 м · командная · гонка |
| 2015 | 4e · (8e, 4e, 5e, )  | NS3 (20e, 17e, NS, -)   | 11e 1500 м · 8e 3000 м · 5e 5000 м · командная · гонка |                                        |
| 2016 | 7e (11e, 8e, 6e, 6e) | NC11 (18e, 8e, 5e, -)   | 7e 1500 м · 8e 3000 м · командная · гонка              |                                        |
| 2017 | 5e (7e, 6e, 6e, 5e)  |                         |                                                        |                                        |

| Соревнования/Сезоны                       | 2007/2008 | 2008/2009 | 2009/2010 | 2010/2011 | 2011/2012 | 2012/2013 | 2013/2014 | 2014/2015 |
| ----------------------------------------- | --------- | --------- | --------- | --------- | --------- | --------- | --------- | --------- |
| Чемпионаты России в многоборье            | ?         | 7         | 5         | 7         | 2         | 3         |           |           |
| Чемпионаты России на отдельных дистанциях |           |           |           |           |           |           |           |           |
| 1500 м                                    | —         | —         |           | —         | —         | 2         | 4         |           |
| 3000 м                                    | 5         | 3         |           | 7         | 2         | 1         | 1         |           |
| 5000 м                                    | 4         | 2         |           | 5         | 1         | 1         | 1         |           |
| Командная гонка                           | 1         | 3         |           |           |           |           | —         |           |
| Зимние Универсиады                        |           |           |           |           |           |           |           |           |
| 3000 м                                    | —         | 11        | —         | —         | —         |           |           |           |
| 5000 м                                    | —         | 8         | —         | —         | —         |           |           |           |
| Командная гонка                           | —         | 4         | —         | —         | —         |           |           |           |

*  NC — не отобралась на заключительную дистанцию
*  NS — не вышла на старт
* В скобках указано место на соответствующей дистанции (500 м, 3000 м, 1500 м, 5000 м), для юниоров (500 м, 1500 м, 1000 м, 3000 м).

## Награды
- Медаль ордена «За заслуги перед Отечеством» I степени (24 февраля 2014) — за большой вклад в развитие физической культуры и спорта, высокие спортивные достижения на XXII Олимпийских зимних играх 2014 года в городе Сочи[17][18].
- Медаль «За укрепление боевого содружества» (Минобороны, 2014)[19].
- Заслуженный мастер спорта России (10 февраля 2014)[20]

## Личная жизнь и семья
Ольга Граф окончила в Омске Сибирский государственный университет физической культуры и спорта на факультете физического воспитания по специальности «изучение спорта». 9 апреля 2013 года Ольга вышла замуж на Кубе. 27 ноября 2020 года родила дочь Алину. Живут в Коломне. Вместе с мужем они открыли турагентство. Ольга очень любит путешествовать.